# رابرت لاسون (معمار)
 رابرت لاسون (انگلیسی: Robert Lawson؛ ۱ ژانویهٔ ۱۸۳۳ – ۳ دسامبر ۱۹۰۲) یک معمار اهل نیوزیلند بود.